# Храм Гурия, Самона и Авива (Хворостьево)
Церковь Гурия, Самона и Авива — уничтоженный в советское время православный храм, располагавшийся в селе Хворостьево Торопецкого района Тверской области.

## Описание
Однопрестольный деревянный храм с необычным для центральной России освящением во имя Гурия, Самона и Авива был построен в 1764 году помещиком И.С. Челищевым. По некоторым данным, храм был построен в 1773 году.
Храм стоял на кладбище и был приписан к Троицкой церкви.
Основной объём храма представлял собой деревянный восьмигранный сруб, который венчал шатер на невысоком восьмигранном основании. Апсида и западный притвор были почти равны и прямоугольной формы.
В середине XX века храм был уничтожен, год утраты не установлен.

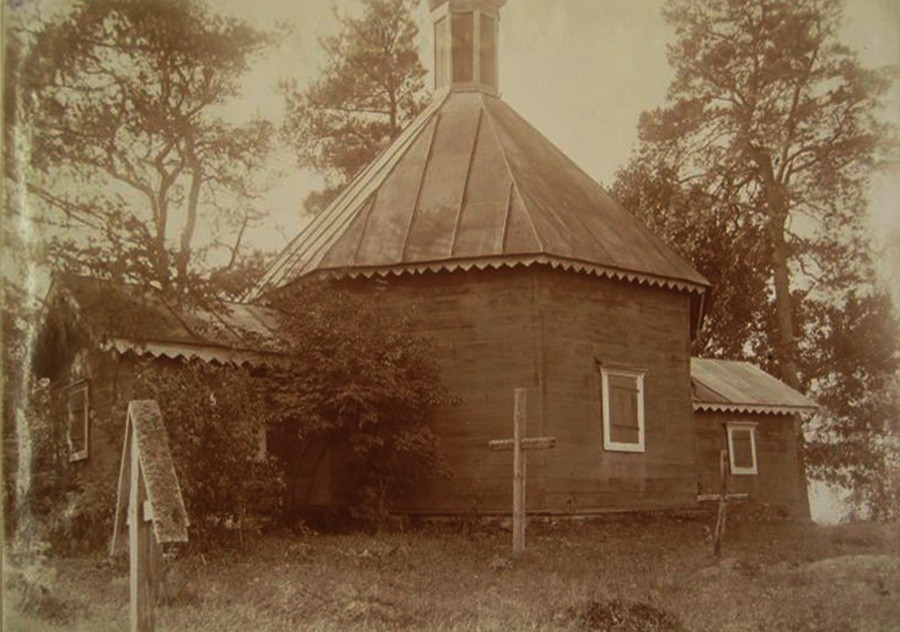
Храм в 1920 году.